# Theropithecus gelada
Theropithecus gelada (Гелада) — монотиповий вид приматів з родини мавпові (Cercopithecidae). Родова назва походить від грец. θήρ — «звір», грец. πίθηκος — «мавпа». Слово «гелада» було місцевою назвою для цих приматів, котра означає «потворний», її використовував народ області Гондер в північній Ефіопії, коли німецький натураліст Рюпель «відкрив» цей вид для науки в 1830-х роках.

## Опис
Довжина голови й тіла самців: 69–74 см, самиць: 50–65 см, довжина хвоста самців: 46–50 см, самиць: 30–41 см, вага самців: бл. 20 кг, вага самиць: 12 — 16 кг. Найвражаючою особливістю є невелика пляма на грудях, як правило, трикутної форми, колір і розмір якої в обох статей залежить від гормональних змін в самиць. Тварини мають коричневе хутро, яке світліше внизу. Морда округла. Лице темне. Хвіст закінчується китицею.

## Поширення
Ендемік Ефіопії. Проживає між 1800 і 4400 м над рівнем моря. Цей вид пов'язаний зі скелястими ущелинами, прірвами та болотами.

## Стиль життя
В основному харчується листям трав. Крім того, в суху погоду насінням і розкопаними підземними стеблами і кореневищами. Фрукти і безхребетних споживають при нагоді. Зернові культури можуть бути з'їдені там, де сільське господарство зазіхає на середовище проживання тварин. Сплять у тріщинах скель або вузьких ущелинах. Є два різна типи груп: З одного боку, є групи сексуально зрілих самців, кількох самиць і їх потомства, і є групи з лише самців, які складаються в основному з молодих тварин.
Немає визначеного сезону розмноження, але пік народжуваності припадає на час сезону дощів. Період вагітності триває близько 5–6 місяців. Діти годуються молоком до півтора року. Унікальною анатомічною особливістю у самиць є те, що соски містяться дуже близько один до одного і малюк може смоктати обидва одночасно. Самиці досягають статевої зрілості в 4–5 років, самці в 5–8 років. Середня тривалість життя цих тварин становить близько 20 років, у неволі можуть жити більше 30 років.

## Загрози та охорона
Загрозою є розширення сільськогосподарських угідь у зв'язку зі зростанням щільності населення людини. Вирубка лісів і ерозія ґрунту — це серйозні проблеми по всьому ареалу. Занесений до Додатка II СІТЕС.